# Un concert à minuit
Un concert à minuit è un album discografico dal vivo di Cootie Williams, pubblicato dalla casa discografica Decca Records nel 1959.

## Tracce
Lato A
1. Night Train – 9:00 (Jimmy Forrest, Lewis Simpkins, Oscar Washington)
2. Mood Indigo – 8:27 (Irving Mills, Duke Ellington, Barney Bigard)

Lato B
1. Lil' Darling – 8:30 (Neal Hefti)
2. Easy Swing – 7:29 (Cootie Williams)
3. Three O'Clock in the Morning – 3:54 (Dorothy Terriss, Julián Robledo)

## Musicisti
- Cootie Williams - tromba
- George Clarke - sassofono tenore
- Arnold Jarvis - pianoforte, organo
- Larry Dale - chitarra
- Larry Dale - voce
- Lester Jenkins - batteria